# Гигантская вечерница

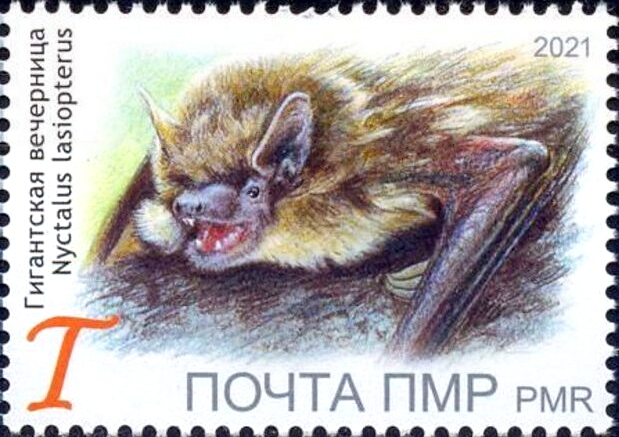
Гигантская вечерница на почтовой марке Приднестровья, 2021

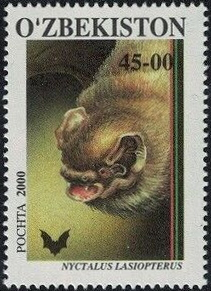
Почтовая марка Узбекистана 2001

Гига́нтская вече́рница (лат. Nyctalus lasiopterus) — млекопитающее отряда рукокрылых. Относится к семейству гладконосых летучих мышей. Является самой крупной летучей мышью в Европе и России. Вид занесён в Красные книги России,
Узбекистана и Украины.

## Описание
Длина тела от 84 до 104 мм, размах крыльев — 41—46 см. Масса от 41 до 76 грамм. Окрас от палево- до каштаново-рыжего. Брюхо незначительно светлее спины, области за ушами более тёмно окрашены.
Крылья узкие, длинные, заострённые. Уши закруглённые, с кожными складками. На нижней стороне крыла вдоль переднего края проходит полоска шерсти. Эхолокационные сигналы очень высокой интенсивности с максимальной частотой около 18—19 кГц.

## Питание и образ жизни
Гигантские вечерницы охотятся над лесными опушками и поверхностями водоёмов. Начинают охоту на большой высоте, а затем спускаются ближе к земле. Пищей служат крупные жуки (жуки-носороги, усачи, хрущи, жуки-олени) и ночные бабочки.
На основании анализа крови и помёта было установлено, что гигантские вечерницы питаются мелкими воробьиными птицами в периоды их миграций. Установлено, что их добычей были зарянки, пеночки, славки и горихвостки. Однако нападения на птиц никогда не удавалось наблюдать, вероятно, в связи с тем, что охота происходит ночью на высотах более 700 метров. Каким образом происходит сам процесс охоты, также неизвестно.
Живут гигантские вечерницы по 1—3 особи в дуплах деревьев, в колониях других летучих мышей (в основном, рыжих и малых вечерниц), реже образуют колонии по 8—13 и даже до 50 особей. Беременность длится около двух с половиной месяцев, детёнышей обычно два.

## Распространение
Лиственные леса Европы от Франции до Заволжья и Кавказа, возможно, Ближний Восток. В России встречается от западных границ до Оренбургской области. На севере встречаются до Московской, Нижегородской и Владимирской областей.

## Численность
Оценить численность гигантской вечерницы из-за особенностей её образа жизни очень трудно. По длительным наблюдениям в Воронежском заповеднике, на 500—600 пойманных рыжих вечерниц приходилась одна гигантская. В юго-западной части Одесской области Украины во время пролёта встречалась одна гигантская вечерница на 200 рыжих. Примерно такое же соотношение наблюдалось в Ростовской области при отловах зверьков во время миграций. Эти данные позволяют оценить плотность населения гигантской вечерницы в 1 особь на 10 км². Площадь, на которой отмечены находки этого вида в России, составляет примерно 1700—1800 тыс. км², из них для поселения гигантской вечерницы пригодны 10—15 %. Отсюда ориентировочная численность этого вида — 17—27 тыс. особей.

## Охрана
Характер воздействия человека на этот вид такой же, как и на малую вечерницу. Специальные меры охраны не разработаны, и неясно, какие меры могут оказаться эффективными, так как неизвестны причины низкой численности. Необходимы детальные исследования по распространению и биологии гигантской вечерницы. Сейчас могут быть предложены лишь охранные меры, общие для всех летучих мышей: сохранение мест обитания (старые дуплистые лиственные деревья), пропаганда охраны и тому подобное.